# أغسطس دبليو. بينيت
أغسطس دبليو. بينيت (بالإنجليزية: Augustus W. Bennet)‏ هو محامي وسياسي أمريكي، ولد في 7 أكتوبر 1897 في نيويورك في الولايات المتحدة، وتوفي في 5 يونيو 1983 في كونكورد في الولايات المتحدة. حزبياً، نشط في الحزب الجمهوري. وقد انتخب عضو مجلس النواب الأمريكي.